# Fläckig grönbulbyl
Fläckig grönbulbyl (Ixonotus guttatus) är en fågel i familjen bulbyler inom ordningen tättingar.

## Utseende och läte
Fläckig grönbulbyl är en unikt tecknad grönbulbyl med olivbrun ovansida, ljus undersida, vita fläckar på vingarna och vita yttre stjärtpennor. Den är ytligt lik nikatorer men ses till skillnad från dessa i trädkronor och skiljs enkelt åt genom att näbben saknar krökt spets, de vita stjärtkanterna och vita snarare än gula fläckar ovan. Arten är mycket ljudlig med konstanta och genomträngande "stick".

## Utbredning och systematik
Fågeln förekommer från Liberia till södra Kamerun, Gabon, Demokratiska republiken Kongo, västra Uganda och nordvästra Tanzania. Den placeras som enda art i släktet Ixonotus och behandlas som monotypisk, det vill säga att den inte delas in i några underarter.

## Levnadssätt
Fläckig grönbulbyl hittas i fuktiga skogar på låg till medelhög höjd. Där ses den vanligen i trädkronorna i rastlösa flockar på fem till 15 individer, ibland dock med dussintals. Ofta har den det udda beteendet att knycka till med endast en av vingarna.

## Status och hot
Arten har ett stort utbredningsområde och en stor population med stabil utveckling och tros inte vara utsatt för något substantiellt hot. Utifrån dessa kriterier kategoriserar internationella naturvårdsunionen IUCN arten som livskraftig (LC). Världspopulationen har inte uppskattats men den beskrivs som lokalt vanlig till fåtalig.